# Новий Завод (Росія)
Но́вий Заво́д (рос. Новый Завод) — присілок у складі Каменськ-Уральского міського округу Свердловської області.
Населення — 516 осіб (2010, 458 у 2002).
Національний склад станом на 2002 рік: росіяни — 94 %.